# Dawudi Bohras

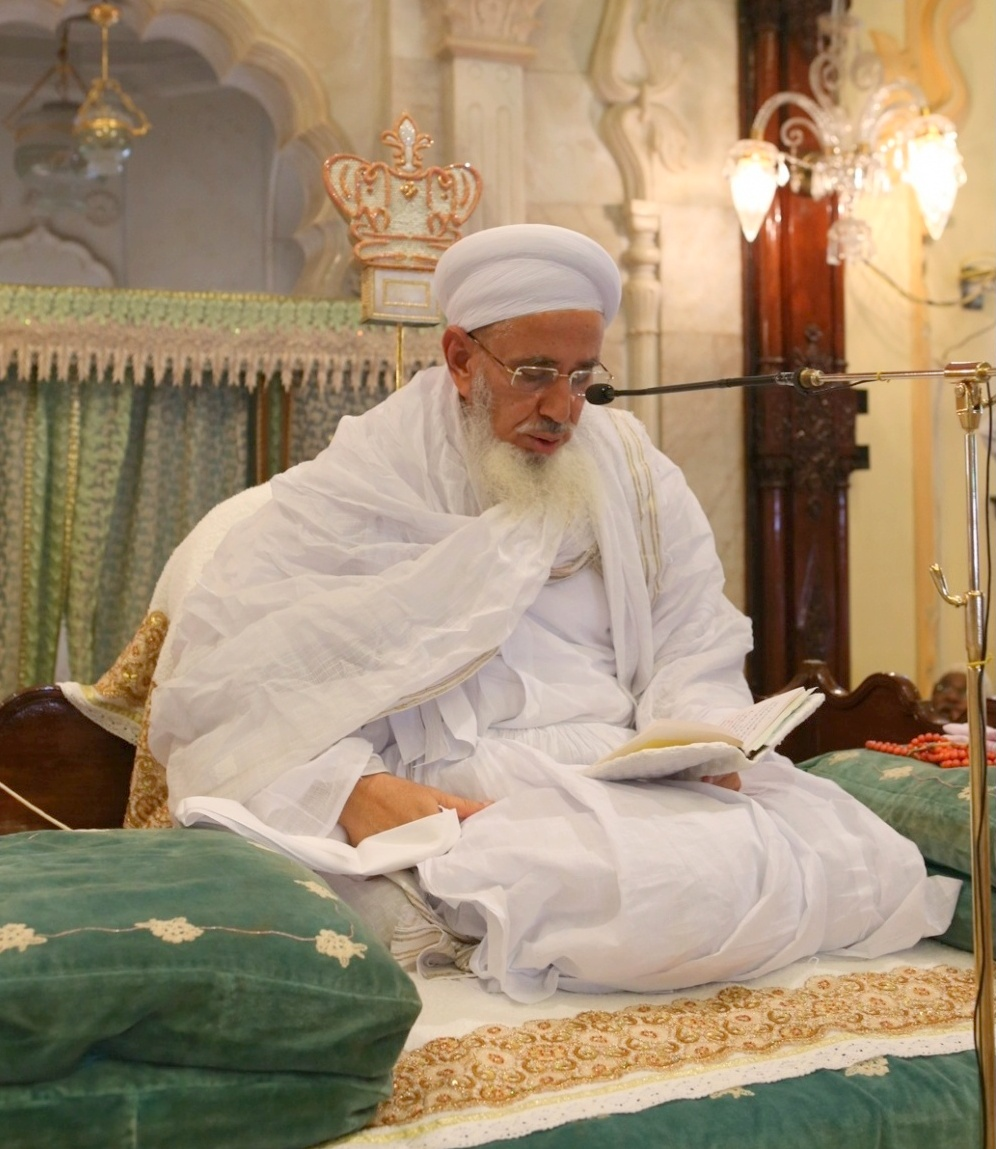
Der 53. Dā'ī al-Mutlaq Mufaddal Saifuddin

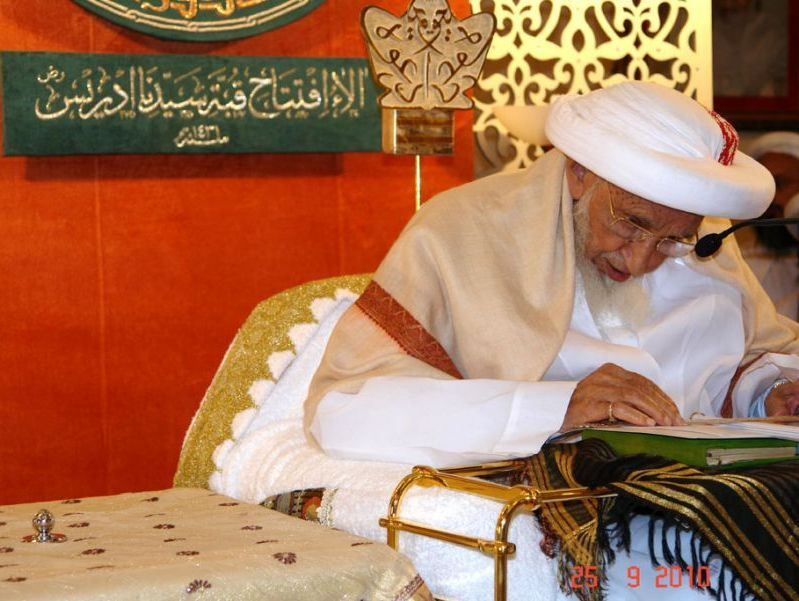
Der 52. Dawoodi Bohra Dā'ĩ Syedna Mohammad Burhanuddin

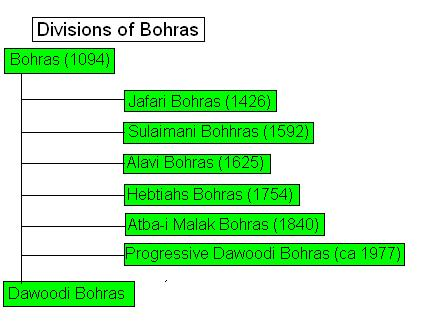
Gruppen der Bohras (Musta'liten) – ungefähre Zeitangaben

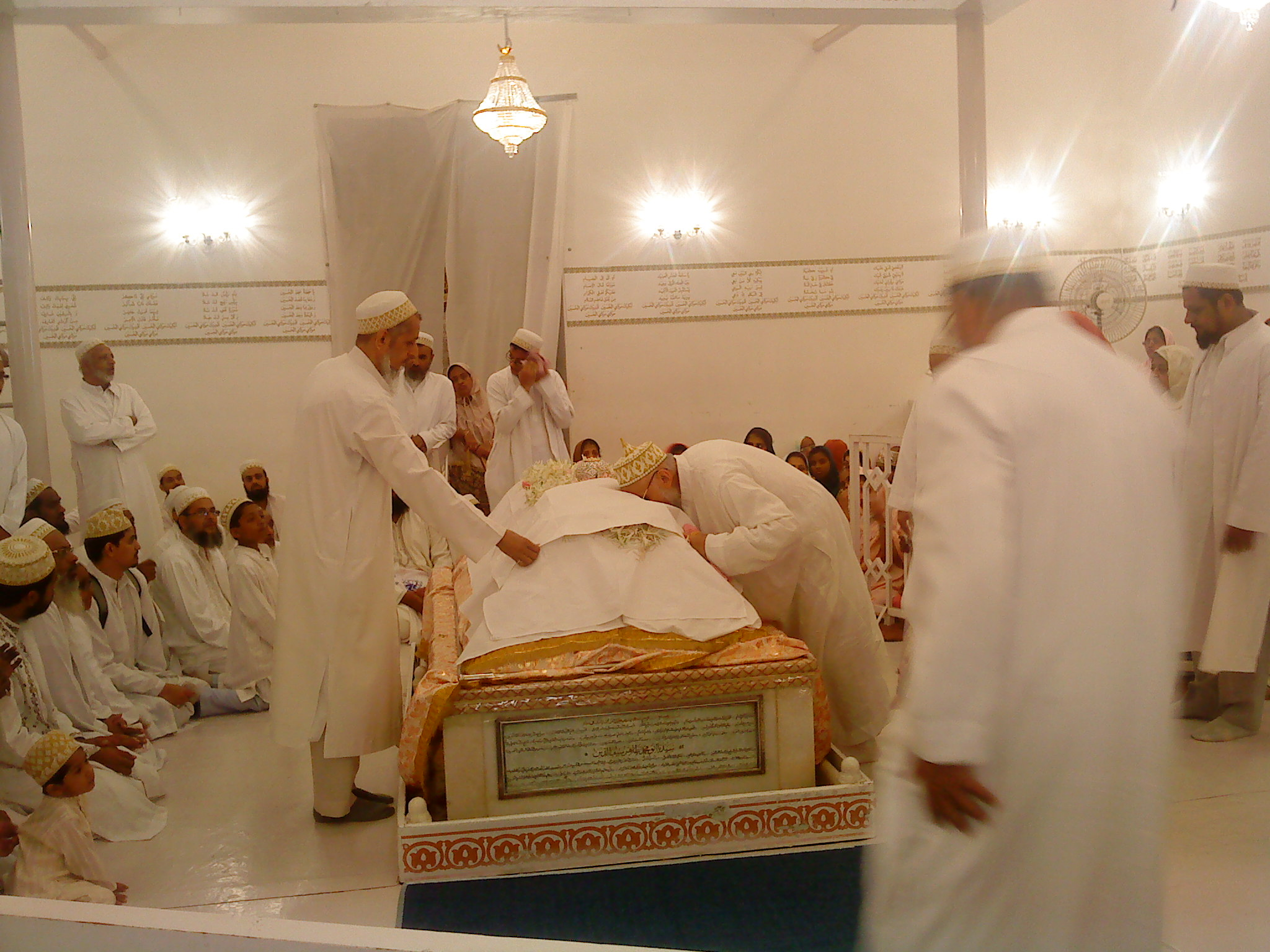
Grab des 51. Dā'ī al-Mutlaq Taher Saifuddin, Mumbai (amtierte 1915–1965)

Die Dawudi Bohras oder Dawuditen (Da'udiyya) sind ismailitische Muslime. Sie sind Anhänger eines Sub-Zweiges der Tayyibi-Ismailiten. Die Tayyibiten sind einer der beiden Zweige der Musta'li-Ismailiten, wobei der andere Zweig der der Hafiziten ist.
Die größte Musta'liten-Gruppe ist die der Bohras, von denen die vor allem in Indien anzutreffende Gruppe der Dawudi Bohras die größte ist.
Der höchste religiöse Würdenträger ist der Dā'ī al-Mutlaq (arabisch الداعي المطلق, DMG ad-Dāʿī al-Muṭlaq ‚Absoluter Missionar‘), bis Anfang 2014 war dies der 52. Dā'ī al-Muṭlaq Syedna Mohammed Burhanuddin. Sein Nachfolger ist der 53. Dā'ī al-Muṭlaq Mufaddal Saifuddin (geb. 1946).
Uneinigkeit über die Identität des 19. Imams spaltete die Ismailis: die Bohras glaubten, dass al-Mustali (gest. 1101) zum 19. Imam bestimmt wäre, während die Nizari-Ismailiten glaubten, dies wäre dessen älterer Bruder, Nizār (gest. 1095). Im Jahr 1132 trat der 21. Imam der Linie der Musta'li-Tayyibi-Ismailiten, Abū l-Qāsim at-Taiyib, in die Verborgenheit ein. Diese Reihe der Imame setzt sich im Geheimen bis heute fort. Seit al-Tayyibi’s Verborgenheit wurde die Gemeinschaft von einer Reihe von dā'ī-Oberhäuptern (religiöse Propagandisten, Missionare) geführt; diese Führer besitzen den Titel dā'ī al-Muṭlaq.

## Geschichte
Die Geschichte der Bohras kennzeichnet zahlreiche Spaltungen, vor allem aufgrund von Differenzen über die Nachfolge der verschiedenen Dā'ī al-Mutlaq:
Nach dem Tod des 26. Dā'ī al-Muṭlaq, Da'ud ibn 'Ajab, im Jahr 1591 war die Nachfolge umstritten. Die Gemeinschaft teilte sich in: die Dawuditen, die Qutb Shah ibn Da'ud folgten, während die Sulaymanis auf der Seite von Sulayman ibn Hasan standen. Der Dā'ī al-Muṭlaq der Dawuditen residierte von nun an in Indien.
Nach dem Tod des 28. Da'i (1634) nahmen die Alavi Bohras (nicht zu verwechseln mit den Aleviten) Ali bin Ibrahim zum Da'i. Sie leben hauptsächlich in Pakistan und Indien.
1754 beim Tod des 39. Da'i, Syedna Ibrahim Wajihuddin, bildete sich der Zweig der Hebtiahs Bohras.
1840 wurde der 46. Dā'ī al-Muṭlaq der Dawudi Bohras, Syedna Muhammad Badruddin, im Alter von sechsundzwanzig Jahren zum Da'i ernannt und starb vier Jahre später: Diese Begebenheit löste eine neue Runde des Dissenses aus, es bildete sich die Atba-i Malak Jama'at.
In den 1970er Jahren gab es eine erneute politische Teilung, wobei sich eine Gruppe von der vom 52. Da'i angeführten loslöste, die Progressiven Dawudi Bohras, angeführt von Asghar Ali Engineer (1939–2013).